# 23692 Nandatianwenners
23692 Nandatianwenners è un asteroide della fascia principale. Scoperto nel 1997, presenta un'orbita caratterizzata da un semiasse maggiore pari a 2,6548178 au e da un'eccentricità di 0,1486949, inclinata di 12,93012° rispetto all'eclittica.